# 1431 Luanda
Luanda (asteróide 1431) é um asteróide da cintura principal, a 2,1353532 UA. Possui uma excentricidade de 0,1846364 e um período orbital de 1 548 dias (4,24 anos).
Luanda tem uma velocidade orbital média de 18,40490324 km/s e uma inclinação de 14,01441º.
Esse asteróide foi descoberto em 29 de Julho de 1937 por Cyril Jackson.